# Алеман, Мигель
Мигель Блас Алеман Дово (исп. Miguel Blas Aleman Dovo, 3 февраля 1906 — 27 декабря 1979) — кубинский шахматист, мастер.
Чемпион Кубы 1939 г.
В составе сборной Кубы участник двух шахматных олимпиад (1939 и 1952 гг.).
Также участвовал в открытых чемпионатах США и сильном по составу международном турнире в Гаване (1952 г.).

## Спортивные результаты
| Год  | Город         | Соревнование                             | + | −  | = | Результат | Место |
| ---- | ------------- | ---------------------------------------- | - | -- | - | --------- | ----- |
| 1939 | Гавана        | Чемпионат Кубы                           |   |    |   |           | 1     |
|      | Буэнос-Айрес  | VIII Олимпиада (сборная Кубы, 3-я доска) | 5 | 10 | 4 | 7 из 19   |       |
| 1946 | Питтсбург     | Открытый чемпионат США                   |   |    |   | 9½ из 17  | 16—17 |
| 1947 | Корпус-Кристи | Открытый чемпионат США                   | 8 | 5  | 0 | 8 из 13   | 13—19 |
| 1952 | Гавана        | Международный турнир                     | 1 | 14 | 5 | 3½ из 20  | 20    |
|      | Хельсинки     | X Олимпиада (сборная Кубы, 1-я доска)    | 2 | 4  | 5 | 4½ из 11  |       |